# Schizomus modestus
Schizomus modestus är en spindeldjursart som först beskrevs av Hansen 1905.  Schizomus modestus ingår i släktet Schizomus och familjen Hubbardiidae. Inga underarter finns listade i Catalogue of Life.